# Старовишневецкий сельский совет
Старовишневецкий сельский совет (укр. Старовишневецька сільська рада) — входит в состав
Синельниковского района
Днепропетровской области
Украины.
Административный центр сельского совета находится в 
с. Старовишневецкое.

## Населённые пункты совета
- с. Старовишневецкое
- с. Водяное
- с. Катражка
- с. Новопавлоградское
- с. Парное
- пос. Вишневецкое